# Accordo di Racconigi
L'accordo di Racconigi, stipulato il 24 ottobre del 1909 tra l'Impero russo e il Regno d'Italia, fu un patto segreto incentrato sul mantenimento dello status quo nei Balcani. Con il patto, firmato all'insaputa della Triplice Alleanza e della stessa Austria, Russia e Italia miravano ad ostacolare l'espansione austriaca nei Balcani.
Il trattato venne firmato a Racconigi e non a Roma per evitare possibili attentati alla vita dello Zar Nicola II.
La ricerca di un'area di influenza nei Balcani e nel Mediterraneo sarà da quel momento in poi il leitmotiv nei rapporti diplomatici tra Russia e Italia.
Nella notte del 24 ottobre 1909, i due capi di Stato – all’insaputa delle autorità ospitate nel castello – si sarebbero personalmente incontrati  in gran segreto per modificare in parte gli accordi in parola che, si ricorda, erano stati formalizzati tramite lo scambio di lettere redatte in francese tra i ministri degli esteri russo, Izwolski, e l’italiano Tittoni. I successivi patti segreti, concordati direttamente tra Nicola II e Vittorio Emanuele III, trovarono invece ospitalità su un separato atto vergato in russo e italiano. Nonostante tutte le cautele adottate dagli illustri firmatari, due agenti dei servizi segreti austro-ungarici, ricorrendo a una spericolata e incredibile operazione, riuscirono ugualmente a entrare in possesso di una copia autenticata del documento conservata nel castello reale di Racconigi.

## Premesse e situazione internazionale
I 4 anni precedenti lo scoppio della prima guerra mondiale videro l'Italia sempre più impegnata in una politica estera più attiva. Infatti, pur rimanendo legata alla Triplice Alleanza, l'Italia decise di stipulare accordi separati anche con la Francia e con il Regno Unito al fine di ottenere un assenso all'espansione africana, assenso che sfocerà nella guerra contro l'Impero Ottomano con l'invasione italiana della Libia del 1911.
Fino al Congresso di Berlino (1878) i legami tra l'Italia e i popoli balcanici erano solo ideologici (parallelismo dei movimenti risorgimentali). Quando però Roma si rese conto che solo con l'affinità ideologica non avrebbe mai ottenuto ciò che chiedeva, cambiò il proprio atteggiamento verso i Balcani che divennero un'area strumentale. Il cambiamento fu formalizzato nell'art. 7 della Triplice Alleanza, nel quale l'Italia sostanzialmente si disinteressava dei Balcani in cambio di compensi. I compensi che avrebbe dovuto fornire in primis l'Austria molto spesso non ci furono e questo causò attrito nelle relazioni diplomatiche tra l'Italia e l'Austria: fu anche alla base della scelta di passare verso la Triplice Intesa negli anni cruciali della Prima Guerra Mondiale.

## Conseguenze dell'accordo
A seguito dell'accordo l'Italia diventa una potenza balcanica. Prima dello scoppio della Prima Guerra Mondiale, per sviluppare la propria influenza nei Balcani, l'Italia segue tre strategie:
1. politica dei compensi, perché la Triplice Alleanza rimane in vita;
2. politica delle nazionalità (Racconigi);
3. politica imperialistica o della spartizione.

Il processo innescato dall'accordo di Racconigi fu completato da un accordo italo-austriaco, noto come "Accordo d'Interpretazione dell'art. 7 della Triplice Alleanza".
È in questa fase che si completa il processo di accerchiamento degli Imperi Centrali da sud (quello da nord era già avvenuto con l'Intesa Anglo-Russa).